# Eudoro Terrones Negrete
Eudoro Terrones Negrete es un periodista y político peruano. 
En las elecciones municipales de 1980 fue elegido regidor provincial de Tarma. En las elecciones generales de 1985 fue elegido diputado por el departamento de Junín por el Partido Aprista Peruano durante el primer gobierno de Alan García Pérez. Tentó sin éxito la reelección en las elecciones generales de 1990.
En el año 2014 fue vicerrector académico de la Universidad Jaime Bausate y Meza.